# João Ângelo (protoestrator)
João Ângelo (em grego: Ἰωάννης Ἄγγελος; romaniz.: Ioánnes Angelos) foi um oficial sênior do Império de Niceia. de nascimento humilde, foi um dos favoritos do imperador Teodoro II Láscaris (r. 1254–1258), que promoveu-o de grande primicério ao posto de protoestrator em 1255. Ele morreu logo depois da morte de Teodoro, possivelmente cometendo suicídio quando os nobres sob Miguel Paleólogo tomaram o poder.